# Akohekohe
L'Akohekohe (Palmeria dolei) és una espècie d'ocell de la família dels fringíl·lids (Fringillidae) i única espècie del gènere Palmeria Rothschild, 1893.

## Hàbitat i distribució
Habita la selva humida de les muntanyes de Maui, a les Hawaii. Extigit a Molokai.